# 폴 라파르그

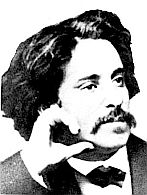
폴 라파르그

폴 라파르그(Paul Lafargue)는 19세기에 프랑스에서 주로 활동했던 사회주의자이다.
폴 라파르그는 1842년 6월 15일 쿠바의 산티아고에서 태어났다. 프랑스와 코레올(creole) 혼혈로 태어난 그는 어린 시절에 가족과 함께 프랑스로 이주하여 의학을 공부해 의사로서 일하였고 프랑스의 정치경제학자이며 무정부주의자인 피에르 조제프 프루동을 따르면서 정치에 입문하였다. 프랑스 제1인터내셔널에서 대표로 있으면서 마르크스, 엥겔스와 접촉하게 되어 마르크스주의자가 되었다. 1868년에는 마르크스의 둘째 딸인 로라 마르크스와 결혼하여 앵겔스의 지원을 받으며 정치 활동을 함께 하였다.
1870~1871년에는 파리와 보르도(Bordeaux)에서 정치 활동을 전개하고 파리 코뮌이 몰락하자 스페인으로 망명하여 마르크스주의 총회를 구성하는데 주력하였다. 폴 라파르그는 또한 개량주의와 밀레랑주의(Millerandism)에 반대하였으며 여성 권리 신장을 위해 활동하였다. 1911년 나이 70에 그는 더 이상 운동에 참여할 수 없다고 판단하여 그의 아내와 함께 자살했다.
대표적인 글로는 "게으를 권리"(Right to Be Lazy)가 있다.

## 같이 보기
- 파업